# جوزيف مايرز (سياسي)
جوزيف مايرز هو سياسي أمريكي، (و. 1860  م). انتخب عضو جمعية ولاية ويسكونسن ‏.